# Šmigovec
Šmigovec (maďarsky Súgó, rusínsky Шмиґовець) je obec na Slovensku v okrese Snina v Prešovském kraji na úpatí Vihorlatských vrchů. Žije zde 81 obyvatel.
První písemná zmínka o obci je z roku 1569. V obci stojí dřevěný řeckokatolický chrám Nanebevstoupení Páně z roku 1755. Ten je však v dezolátním stavu, proto se na bohoslužby využívá nový chrám z roku 1995.